# Henri Pintens
Henri Pintens (? - ?) fut un ancien tireur à la corde belge. Il a participé aux Jeux olympiques de 1920 et remporta la médaille de bronze avec l'équipe belge.